# Philipp Jakob Heep
Philipp Jakob Heep (* 2. Mai 1816 in Kreuznach; † 10. Oktober 1899) war ein deutscher evangelischer Pfarrer, der sich auf dem Gebiet der provinzialrömischen Archäologe des Hunsrück und der Nahegegend betätigte.

## Leben
Philipp Jakob Heep wurde als Sohn eines Küfers geboren. Ostern 1837 legte er am Königlichen Gymnasium in Kreuznach die Abiturprüfung ab. Er studierte Evangelische Theologie und erwarb den akademischen Grad eines Lizenziaten. Nach seiner Hilfspredigerzeit auf dem Hunsrück in Horn und Kirchberg war er Pfarrer 1850 bis 1852 in Kirchberg, 1853 bis 1860 in Grumbach (1855 Vakanzverwalter der Nachbargemeinde Herren-Sulzbach), 1860 bis 1868 in Steeg und schließlich von 1868 bis zu seinem Ruhestand 1894 in Roxheim mit den Filialen Gutenberg und Hargesheim. Von den Kreissynoden Koblenz (1868) und Kreuznach (1877) wurde Heep jeweils in das Amt eines stellvertretenden Assessors gewählt.

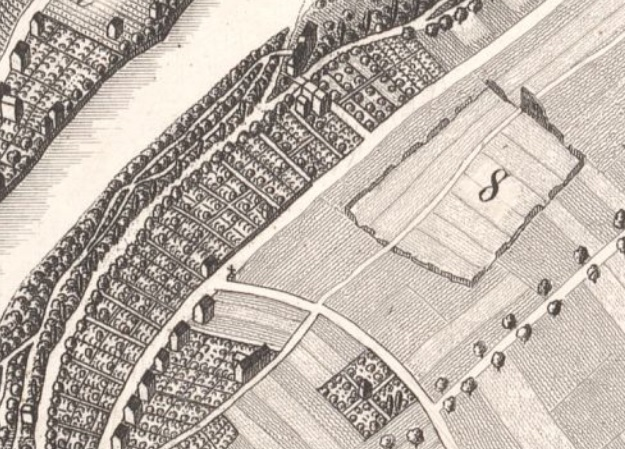
Die „Heidenmauer“ (Reste eines Römerkastells) bei Kreuznach; Stahlstich von P. Borniger (Ausschnitt), 1843

Heep berichtete von Funden und Grabungen, die – in seiner Studentenzeit – von 1838 bis 1841 von dem Musiker Gregor Macher († vor 1852), dem Barbier und Chirurgen Franz George, dem Barbier und Kapellmeister Simon Antoni († 1891/94), dem Fischer und „Musikus“ (Hornbläser) Peter Wirth († 1878/81) und anderen Kreuznacher Bürgern am sogenannten Römerkastell, an der Ecke Planiger Straße / Lämmerbrücke und bis hin zu einem Acker vor dem Schwabenheimer Weg gemacht bzw. durchgeführt wurden. Dabei kamen unter anderem Münzen, Urnen, Geschirrteile, ein Kolumbarium und 160 römische Gräber zu Tage. Funde im westlichen Bereich des Gräberfelds zeigten zum Teil bereits christliche Einflüsse (u. a. 2 bronzene Fingerringe mit Christusmonogramm). Für die detaillierten Fundberichte stand Heep das ausführliche Tagebuch Gregor Machers zur Verfügung. Heep beschrieb auch die Auffindung der Grabinschrift der Luculla für ihre Freundin Saceronia Sacerilla und die Sicherung des Steins durch ihn selbst im Sommer 1840. Bei der Deutung und zeitlichen Einordnung der archäologischen Befunde wertete Heep vor allem antike literarische Quellen, andere zeitgenössische Grabungsberichte und die Datierung der in Kreuznach aufgefundenen römischen Münzen aus, von denen er eine umfangreiche Sammlung angelegt hatte.
Philipp Jakob Heep beteiligte sich als Kirchberger Hilfsprediger 1847 an einem Abschieds-Album für den Bonner Theologieprofessor Karl Immanuel Nitzsch, der an die Friedrich-Wilhelms-Universität zu Berlin wechselte. Er beschäftigte sich 1852 mit der Identifizierung der Tabernae (pl.; = Tavernen) der um 371 entstandenen Reisebeschreibung Mosella (Zeilen 8 und 9) des Ausonius, die – nach der Tabula Peutingeriana – üblicherweise mit Belginum gleichgesetzt wurden. Heep verstand den Begriff Tabernae nicht als Ortsname, sondern als „appellative Bezeichnung“ von Wirtschaftsgebäuden eines Rastplatzes, und lokalisierte sie am Kyrbach im Bereich des heutigen Ortes Dillendorf-Liederbach, wo er bei Feldbegehungen entsprechende archäologische Funde (Fundamente, Ziegelsteine, Scherben einer Tegula hamata sowie von Ton- und Terra-sigillata-Gefäßen) und passende topografische Gegebenheiten (Wasserreichtum) in Nähe der Eichenmühle (Lage) (bei der heutigen Römerstraße) vorfand. Die von Ausonius berichtete Ansiedlung von Sarmaten (Sauromaten) auf dem Hunsrück schrieb er Kaiser Constantius II. zu und lokalisierte sie aufgrund sprachlicher Anklänge an den Namen des Kaisers bzw. der Ethnie im Bereich von Ober Kostenz, Nieder Kostenz, Sohren, Niedersohren, Litzelsohren (Wüstung), Sohrschied und am Sohrbach. Heep berichtete detailliert von zahlreichen, teilweise eigenen römischen Funden in diesen Ortschaften und ihrer Umgebung.

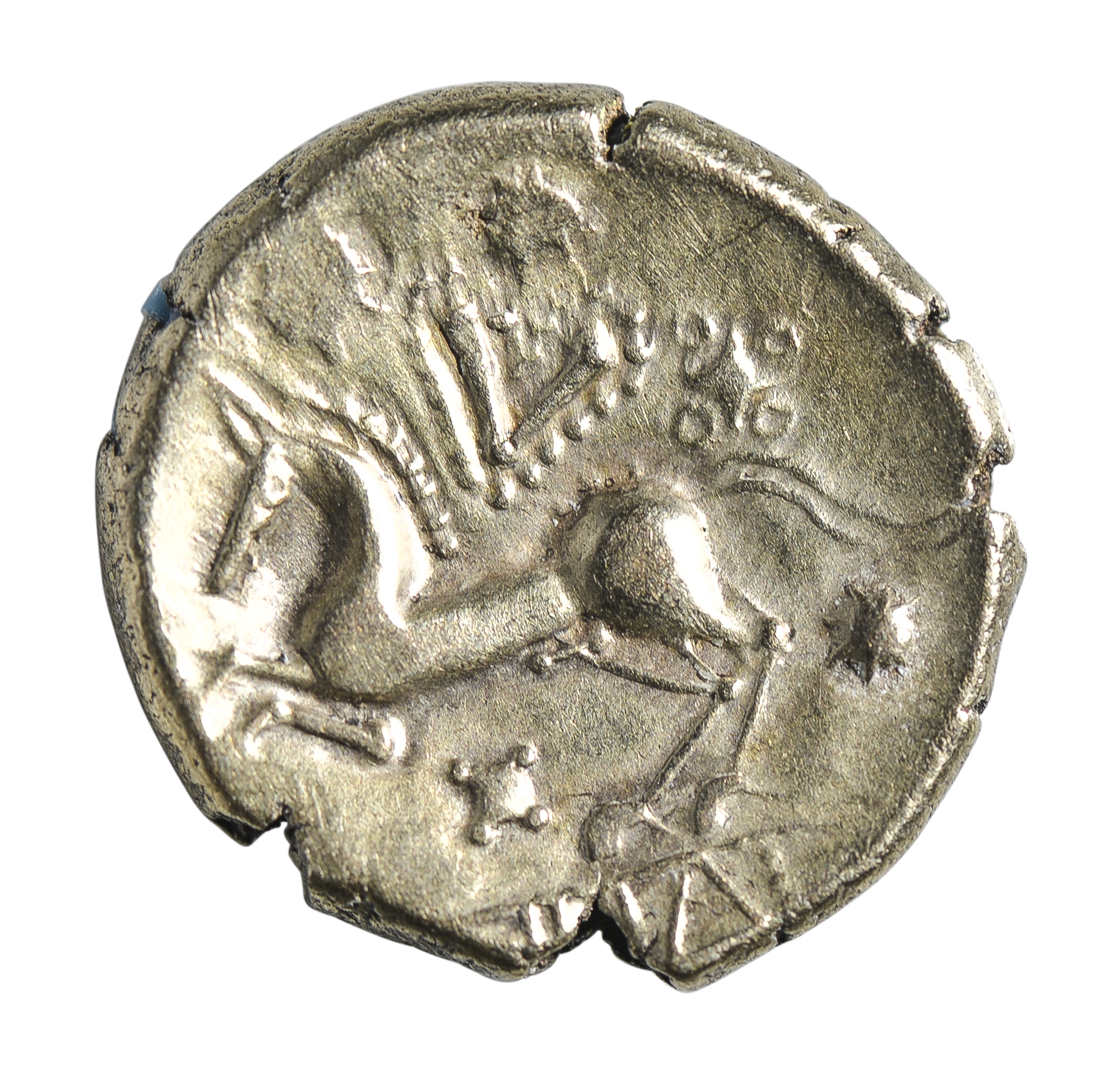
Pottina-Stater aus der Gold-Legierung Elektron, ca. 50 v. Chr. (Beispielfoto)

Im November 1853 wurde bei Aulenbach in der Nähe von Baumholder römischer Bauschmuck (Bacchus-Darstellung u. a.) entdeckt, über den Heep im Folgejahr eine Miszelle verfasste. 1854 beschrieb er auch eine Goldmünze der „Ambianer“ vom Typ „Pottina“, die 1844 bei Sien aufgefunden worden war.

Die Heidenmauer bei Kreuznach, Lithographie von F. von Scheven, 1856

1854 gehörte der Pfarrer und Schulinspektor Heep zu Grumbach wie der Bonner Theologieprofessor Wilhelm Ludwig Krafft zu den Unterzeichnern eines „Zeugnis“ reformierter und unierter Pfarrer während des 7. Deutschen Evangelischen Kirchentags in Frankfurt am Main gegen eine von ihnen beklagte Bedrückung der niederhessischen Reformierten durch den Kasseler Konsistorialrat (stellvertretenden Generalsuperintendenten) August Vilmar im Kurfürstentum Hessen. Heep unterhielt in Grumbach eine „Zweigniederlage“ des 1852 in Sobernheim in Zusammenarbeit mit dem Rheinischen Provinzialausschuß für Innere Mission gegründeten Oberländischen Schriftenvereins, der evangelisches Schriftgut vertrieb. 1856 war er einer der Initiatoren der Gründung des Antiquarisch-Historischen Vereines für Nahe und Hunsrück in Kreuznach (heute: Verein für Heimatkunde für Stadt und Kreis Bad Kreuznach e. V.) und regte die Gründung eines regionalen Museums an.

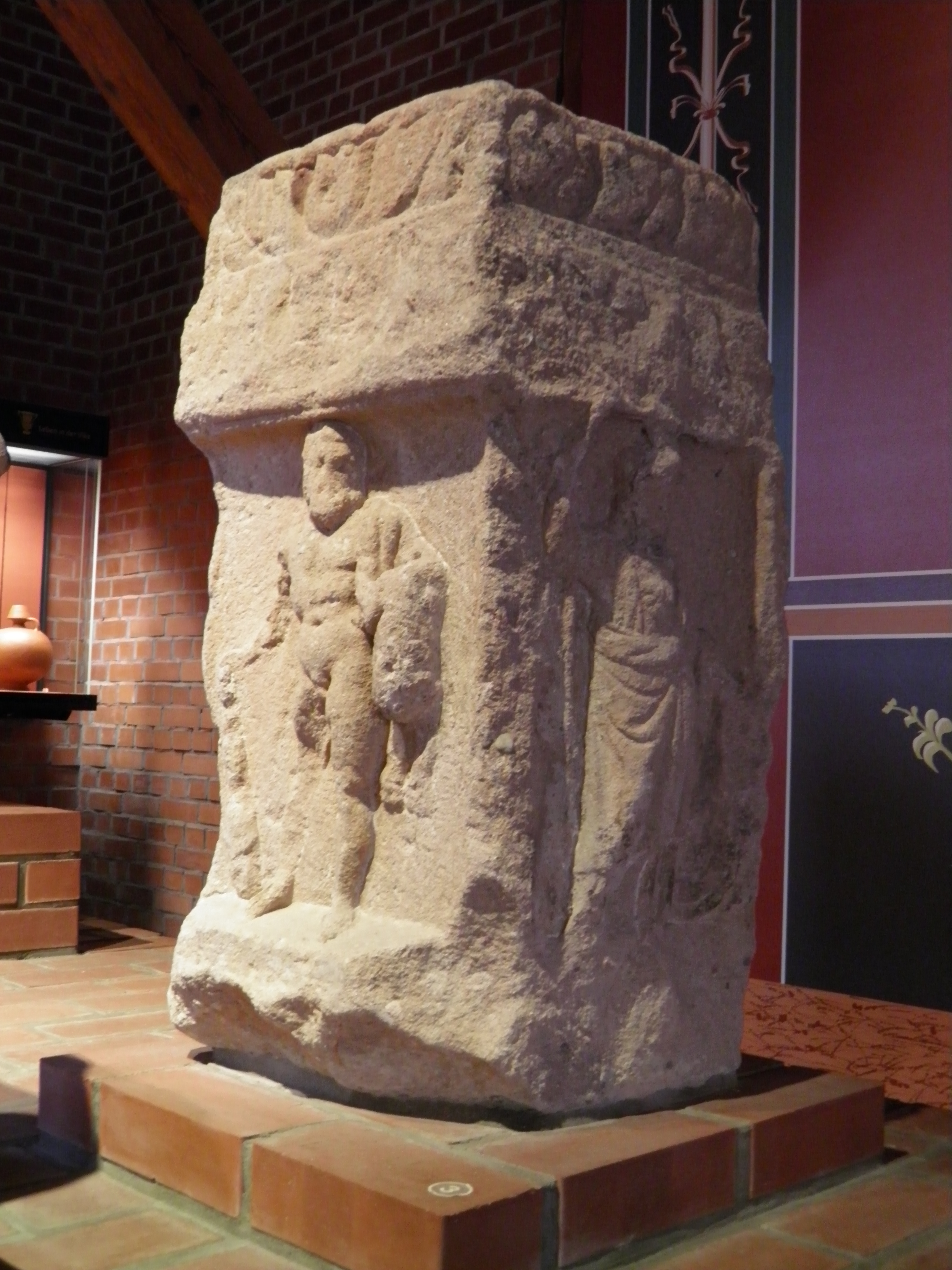
Viergötterstein einer Jupitergigantensäule, Darstellung des Herkules und der Minerva, 2./3. Jahrhundert, 1858 in Kreuznach aufgefunden

Als 1858 beim Bau der Nahetalbahn in Kreuznach die Westecke des ehemaligen römischen Kastells angeschnitten wurde, kamen nach Heeps Bericht unter anderem fünf Gräber und, in der Umfassungsmauer –  wahrscheinlich unter Valentinian I. – als Baumaterial (Spolien) verwendet, vier Altäre bzw. Votivsteine zum Vorschein, deren Inschriften er 1859 erstmals veröffentlichte. Wilhelm Brambach nahm sie in das Corpus inscriptionum Rhenanarum auf. Der Berliner klassische Philologe Emil Hübner, der die Inschriften im Kreuznacher Stadthaus in Augenschein nehmen konnte, und Major a. D. Ernst Schmidt in Kreuznach, der bei den Untersuchungen anlässlich des Bahnbaus ebenfalls vor Ort gewesen war und sich mit Heep „in wesentlichen Dingen … schon damals nicht in Uebereinstimmung … befunden“ hatte, veröffentlichten 1864 und 1869 teilweise abweichende Lesungen und Interpretationen der Befunde. Nach der Grabungskampagne im Jahre 1863, die eine Apsis freilegte, setzte sich die Erkenntnis durch, dass beim Eisenbahnbau 1858 auch Teile der spätantik in das Kastell eingebauten Kirche St. Kilian (1590 niedergelegt) und ihrer Anbauten aufgefunden worden waren.
Nach dem Fund des frühlatènezeitlichen (keltischen) Waldalgesheimer Fürstengrabs 1869 bat der Kreuznacher Stadtbaumeister Peter Ludwig Engelmann (1808–1878), Kustos des Antiquarisch-historischen Vereins für Nahe und Hunsrück, zunächst den Roxheimer Pfarrer Heep, nach seinen Zeichnungen eine Mitteilung über die näheren Umstände des Fundes auszuarbeiten. Der erste vorläufige Bericht wurde dann aber von Gotthelf Huyssen (1822–1889) veröffentlicht. Bei einer Erweiterung des Bahnhofs von Bingerbrück wurden 1871 nördlich des Rupertsbergs römische Grabfunde gemacht, die Huyssen und Philipp Jakob Heep Anfang November gemeinsam begutachteten. Es waren Gefäße, Urnen, Schalen, Aschenkrüge, Libationskannen, Salbölfläschchen, Lämpchen, eine Fibel, eine Herkules-Statuette und Münzen zu Tage gekommen. 1877 untersuchte Philipp Jakob Heep zusammen mit dem Arzt Theodor Butry (* um 1831; † 1884) und dem Grundstückseigentümer Wilhelm Simon (1840–1916), einem Lederfabrikanten, ein neu entdecktes römisches Gräberfeld auf dem Präsenzacker östlich von Kirn mit sechs Steinkisten, großen und kleinen Urnen, „Tränenkrügen“, weiteren, teilweise beschrifteten Gefäßen, Glasresten und Bronzen, zwei eisernen Pfeilen und einem Beil. Auch als „keltisch“ angesprochene Urnen und eine Münze des Augustus wurden gefunden.
Philipp Jakob Heeps Sohn Gustav Heep (1859–1919) wurde 1890 Oberlehrer am Königlichen Gymnasium in Wetzlar, später Gymnasialdirektor in Marienwerder (1909–1912) und Wetzlar. Kein Abkömmling war Jakob Peter Heep (1876–1945) aus Niederbiel, 1912 bis 1945 Pfarrer von Niedergirmes und von 1929 bis 1936 Superintendent des Evangelischen Kirchenkreises Braunfels.

## Zitat
„Auf daß … Zerstreutes gesammelt, Untergehendes gerettet und Dunkles gelichtet würde.“

## Werke
- (Abdruck einer brieflichen Mitteilung) Kreuznach. 94. In: Laurenz Lersch: Central-Mulseum rheinländischer Inschriften, Bd. III Trier. T. Habicht, Bonn 1842, Nr. 94, S. 68 (Digitalisat der Bayerischen Staatsbibliothek München), (Google-Books)
- Wo lagen die Tabernae und arva Sauromatum des Ausonius? (Mosella V. 8 und 9). In: Jahrbücher des Vereins von Alterthumsfreunden im Rheinlande 18 (1852), S. 1–25 (PDF der Universitätsbibliothek Heidelberg)
  - (Wiederabdruck) In: Beiträge zur Geschichte der untern Nahegegend und des Hunsrückens unter der Herrschaft der Römer. Voigtländer, Kreuznach 1856, S. 63–91 (Google-Books)
- Die römische Niederlassung bei Kreuznach. Zugleich ein Beitrag zur Kunde der Römergräber und zur Geschichte der unteren Nahegegend unter der Römerherrschaft. In: Jahrbücher des Vereins von Alterthumsfreunden im Rheinlande 21 (1854), S. 1–28 (PDF), (Google-Books); 22 (1855), S. 1–21 (PDF der Universitätsbibliothek Heidelberg), (Google-Books)
  - (Wiederabdruck) In: Beiträge zur Geschichte der untern Nahegegend und des Hunsrückens unter der Herrschaft der Römer. Voigtländer, Kreuznach 1856, S. 1–61 (Google-Books)
- Miscellen 5. Grumbach im Kreise St. Wendel und Miscellen 6. In: Jahrbücher des Vereins von Alterthumsfreunden im Rheinlande 21 (1854), S. 175–177 (PDF der Universitätsbibliothek Heidelberg), (Google-Books)
- Beiträge zur Geschichte der untern Nahegegend und des Hunsrückens unter der Herrschaft der Römer. Voigtländer, Kreuznach 1856 (Digitalisat der Bayerischen Staatsbibliothek), (Google-Books)
  - Vorrede, S. i–viii (Google-Books), wiederabgedruckt in: Horst Silbermann (Hrsg.): 150 Jahre Verein für Heimatkunde für Stadt und Kreis Bad Kreuznach e. V. 1856–2006. Dokumente und Abhandlungen zur Vereinsgeschichte. Verein für Heimatkunde für Stadt und Kreis Bad Kreuznach, Bad Kreuznach 2006, S. 12–16 (Digitalisat des Landesbibliothekszentrum Rheinland-Pfalz Koblenz)
- Die Karakaten[33] als Bewohner der unteren Nahegegend. In: Jahrbücher des Vereins von Alterthumsfreunden im Rheinlande 26 (1858), S. 21–46 (PDF der Universitätsbibliothek Heidelberg)
  - (Referat) In: Zehnter Bericht des antiquarisch-historischen Vereins für Nahe und Hunsrücken über das Vereinsjahr 1868–1869 10 (1869)
  - (auszugsweise wiederabgedruckt) In: Anton Joseph Weidenbach: Das Nahetal, Bd. IV. (Denkwürdiger und nützlicher Rheinischer Antiquarius II/19). Rudolph Friedrich Hergt, Koblenz 1870, S. 394–399 und 411–414 (Google-Books)
- Neue antiquarische Funde innerhalb der römischen Niederlassung bei Kreuznach. In: Jahrbücher des Vereins von Alterthumsfreunden im Rheinlande 27 (1859), S. 63–74 (PDF der Universitätsbibliothek Heidelberg)
- (Referat eines Vortrags) Ueber die Völkerschaften an der unteren Nahegegend bis zur Frankenzeit. In: Elfter Bericht des antiquarisch-historischen Vereins für Nahe und Hunsrücken (1869–1871) 11 (1872), S. 10–12
- Miscellen 9. Kirn. In: Jahrbücher des Vereins von Alterthumsfreunden im Rheinlande 61 (1877), S. 172–176 (PDF der Universitätsbibliothek Heidelberg), (Google-Books)